# Alewife

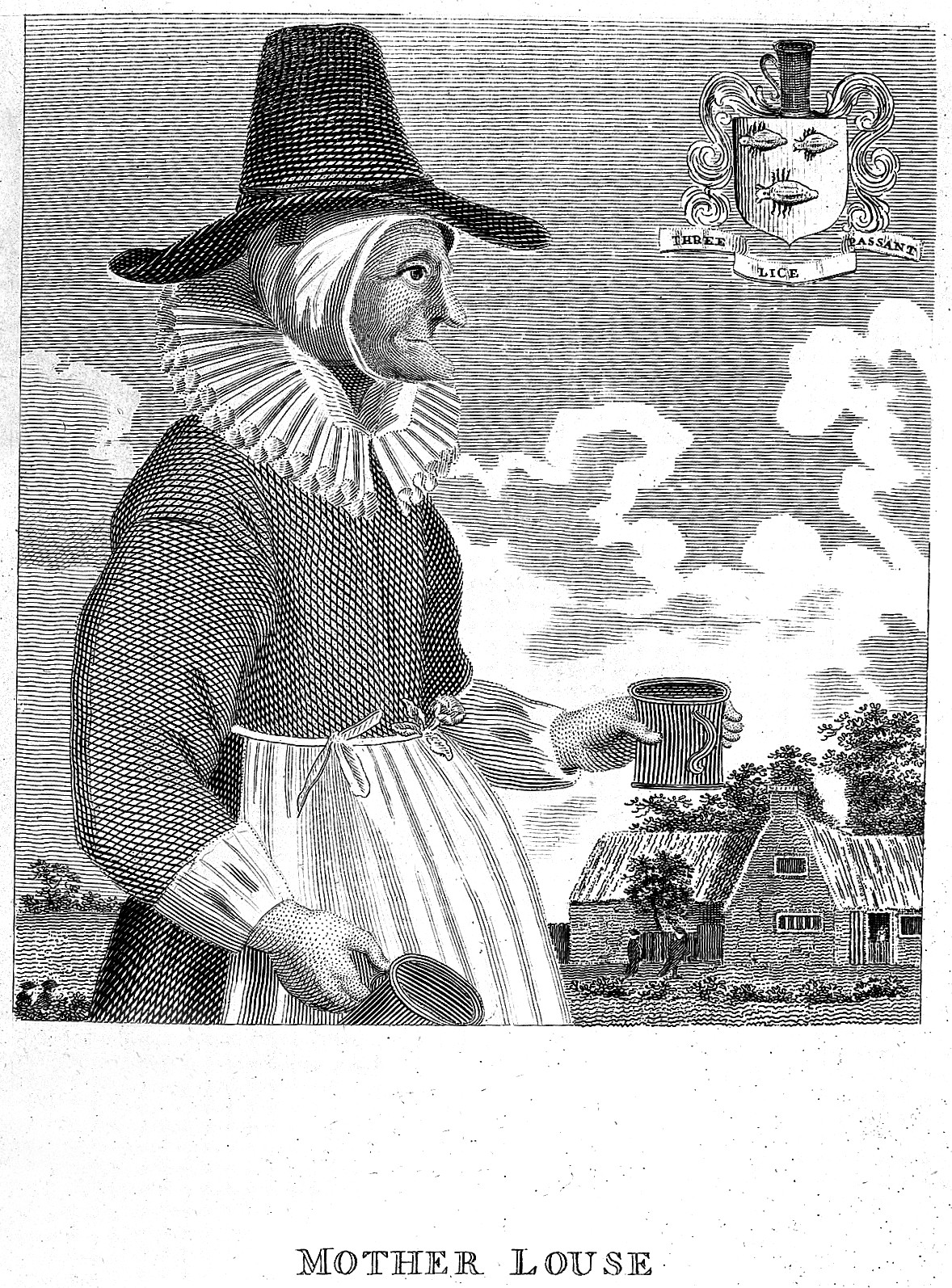
Mother Louse, une célèbre brasseuse à Oxford au milieu du XVIIIe siècle. Image de David Loggan.

L'alewife ou brasseuse est un terme historique anglophone désignant en Angleterre soit une brasseuse, soit une femme qui brasse une bière de fermentation haute dénommée « ale » pour la vendre dans le commerce.

## Étymologie
Le mot "alewife", est d'abord apparu en Angleterre en 1393 pour désigner "une femme qui tient une brasserie", synonyme du mot "brewester" en anglais.
"Alewife" est aujourd'hui couramment utilisé dans les traductions en anglais de textes anciens pour désigner toute femme qui brasse et vend de la bière.

## Contexte
Le brassage de la bière est à l'origine en Mésopotamie le fait de femmes,. Les femmes brassaient la majorité des bières pour leur usage domestique et commercial en Angleterre avant la Peste noire, et certaines femmes ont continué de brasser au XVIIe siècle. La bière est une composante majeure de l'alimentation en Angleterre médiévale car elle est à la fois la boisson la plus "propre" et la plus abordable en termes de prix. La consommation quotidienne de bière n'est pas connue avec exactitude, mais a pu aller jusqu'à un gallon par jour et par personne. Parce que la bière devient aigre quelques jours après avoir été brassée, une production constante est nécessaire pour satisfaire la demande, par conséquent, la bière est produite en grandes quantités à l'aide d'un procédé simple et généralement bien connu, bien que long, en utilisant principalement du malt d'orge ou de l'avoine. Le commerce de la bière dans l'ensemble de l'Angleterre est alors régulé par les Assises du pain et de la bière (en), qui indexe le prix de la bière à celle du grain et exerce des contrôles sur la qualité des brassages. La production de bière en dehors de ce cadre légal était interdite et sévèrement punie par les tribunaux.
Les archives publiques de l'époque médiévale avant la Peste noire incluent la réglementation de la législation et traitent du brassage de la bière comme une activité exclusivement féminine, indiquant que le brassage de la bière est dominée par les femmes. Cette domination féminine dans le commerce est due au fait que le brassage n'est pas un commerce nécessitant une formation de longue durée, est à peine rentable, et peut être réalisé à domicile pour constituer un complément de revenu régulier. L'absence de spécialisation et l'emplacement du lieu de production physique à l'intérieur du foyer domestique rend le brassage de la bière un commerce possible pour les femmes afin d'ajouter un revenu au ménage à la fois en campagne et en ville. Les femmes appartenant à l'élite s'engageaient apparemment aussi dans cette activité en supervisant leurs servantes et serviteurs sans encourir l'opprobre sociale. Les archives concernant l'activité de brassage à l'époque médiévale en Angleterre omettent souvent les activités des familles les plus pauvres, dans lesquelles les femmes brassaient certainement pour leur usage personnel et revendaient la bière de façon sporadique et irrégulière, peut-être parce que les autorités se concentraient sur le brassage régulier en grande quantité qu'un certain nombre de familles étaient en mesure de produire.

## Consommation d'alcool et brassage de bière
Boire de l'alcool chaque jour était une pratique courante entre 1300-1700. À cette époque, la qualité de l'eau est si mauvaise que l'alcool est préféré pour son goût. Les consommations alcoolisées sont si populaires que la moyenne annuelle de la consommation de vin en France est estimée à plus de 100 litres durant la plus grande partie des années 1300-1700. Boire de l'alcool est si répandu que les travailleurs peuvent demander à être payés avec de l'alcool au lieu d'un salaire. Les européens de l'époque médiévale ne boivent pas d'alcool pour l'ivresse, mais en lieu et place d'autres boissons comme l'eau pour leur subsistance quotidienne.
Comme la vinification est un processus complexe, et que la bière houblonnée ne s'est pas encore répandue depuis les Pays-Bas et la Belgique, la bière et le cidre sont devenus communs parmi les classes inférieures de la société dans l'Angleterre médiévale. La bière médiévale se gâte rapidement, ce qui en rend la production de masse difficile et résulte en une production locale constituée de petites unités de production disséminées à travers les villes. Par exemple, en 1577, il y a une brasserie pour 142 habitants par ville. La structure de l'industrie de la bière autorise les femmes à jouer un rôle à part entière dans le brassage, la vente, et l'offre de bière pour la consommation.
À la fin du XVe siècle, la bière houblonnée commence à supplanter l'ale comme une boisson populaire dans l'Angleterre médiévale. La bière brassée avec du houblon est alors populaire dans les Pays-Bas et la Belgique, parce qu'elle reste fraîche plus longtemps, est plus facile à transporter, et est utilisée plus souvent comme une boisson militaire.
Aux Pays-Bas la brasserie est considéré comme un métier masculin, et les femmes ne s'engagent pas souvent dans cette activité. Dans sa phase d'expansion, la production centré sur les femmes est supplantée par des unités de production dirigées par des hommes.

## Le brassage de la bière comme plan de carrière pour les femmes
Tout comme le commerce dans l'Europe médiévale, le brassage et le commerce de la bière offrent aux femmes une carrière stable et lucrative. Alors que l'industrie subit plusieurs changements économiques conséquents au Moyen Âge tardif, les femmes brasseuses et les alewives ont généralement pu trouver un travail stable dans ce commerce, surtout lorsqu'on le compare à d'autres commerces contemporains typiquement féminins.
Le rôle des femmes dans l'industrie du brassage médiéval vient de la responsabilité traditionnelle des femmes et des filles, qui doivent brasser de la bière pour nourrir leurs familles. Pour faire des profits, Haut Moyen Âge les femmes sont devenues des commerçantes par la vente des biens qu'elles produisaient déjà pour la consommation privée
Le brassage et la vente de bière en taverne (aussi connu sous le terme de "tippling" ou "tapping" en Anglais) permettent à des femmes de travailler et de réaliser de "bons profits, avoir du pouvoir social, et dans une certaine mesure de l'indépendance par rapport aux hommes" ce que les autres corps de métiers à l'époque ne permettent pas. Les femmes médiévale, en particulier celles qui sont célibataires, les jeunes et les veuves, sont exclues de nombreux moyens d'assurer une auto-subsistance. De nombreuses industries médiévales nécessitent la propriété de la terre, de longs apprentissages et un travail salarié, ce qui aboutit à une forte discrimination envers la participation des femmes ou requiert une présence masculine pour les femmes qui entrent dans ces industries. En conséquence, la plupart des travaux des femmes à la fin de la période médiévale consistent en des tâches peu qualifiées, à faible statut, et de peu de profit. En comparaison, le brassage et le métier de tavernière sont majoritairement des métiers de femmes qu'elles peuvent exercer de manière indépendante ou à égalité avec leur mari.
À la suite de la peste noire de 1347-50, l'industrie du brassage de la bière subit des modifications importantes et devient un commerce spécialisé. La société médiévale subit de nombreux changements à la suite de la peste. Les changements qui ont eu des effets importants sur l'industrie de la bière comprennent la consolidation des marchés urbains, l'augmentation des niveaux de vie, un meilleur accès au capital, un accès plus facile à des céréales moins chères, une plus grande demande pour les bières comme aliments de base du régime médiéval urbain ainsi que la centralisation et la montée en popularité des "alehouses" (pubs), qui font de l'industrie de la bière un marché mûr pour l'investissement de capitaux et la commercialisation. En raison de ces changements, le marché de l'ale est passé d'une industrie dominée par des productrices occasionnelles en général célibataires, à une industrie professionnalisée et dominée par les hommes.
En conséquence, les brasseuses et les alewives à la fin du XIVe et XVe siècles, font face à deux possibilités: faire plus de profit dans le cadre d'une centralisation et d'une commercialisation ou souffrir de la marginalisation en restant dans l'artisanat ponctuel et individuel. Les femmes qui réussissent à rester dans le commerce de la bière sont généralement mariées, veuves, ou ont un accès inhabituel à de l'argent et des capitaux. Le reste des femmes engagés dans ce commerce, en particulier occasionnel, souffre de la perte de la facilité d'entrée sur le marché et la stabilité économique dont elles jouissaient comme brasseuses. Ces femmes ont soit trouvé d'autres métiers ou moyens d'auto-subsistance (mariage, prostitution...), ou sont restés dans l'industrie de la bière en étant employées par des hommes brasseurs comme serveuses. Au XVIe siècle, les guildes ont centralisé et réglementé l'industrie du brassage plus rigoureusement, ce qui contribue également à la baisse de la représentation des femmes dans cette industrie. L'expansion et la professionnalisation du métier devient de moins en moins propice à un emploi sporadique que les femmes peuvent garder à côté de leurs rôles en tant qu'épouses et mères.
Le changement dans les modalités de commerce permet également aux hommes de pénétrer dans un marché jusque là dominé par les femmes. Contrairement aux femmes, les hommes ont les capacités juridiques, les ressources financières, sociales et culturelles pour diriger la commercialisation rapide de cette industrie,. Dans ce contexte, certaines chercheuses et chercheurs académiques explorent l'histoire du brassage de la bière comme étude de cas contextualisant l'essor du patriarcat. Comme Judith M. Bennett (en) l'explique, "Les brasseuses ont été, en un sens, handicapées par de nombreuses institutions, qui ont été à la fois patriarcales et non patriarcales.". La conversion des brasseuses et alewives est davantage un exemple de la complexité historique plutôt qu'un exemple direct de l'oppression patriarcale selon Benneth.

## Brasseuses célibataires et mariées
Le brassage et la vente de la bière constitue un commerce lucratif et stable pour toutes les classes féminines urbaines tout au long du Moyen Âge, mais on constate que les femmes mariées et non mariées ont eu des expériences différentes au sein de ce commerce.

### Femmes célibataires
Les femmes célibataires, y compris les jeunes femmes, les veuves, les mères célibataires, les concubines, les épouses abandonnées ou ayant déserté, s'engagent dans le brassage de la bière pour subvenir à leurs besoins de manière autonome. La plupart des femmes célibataires travaillent dans le brassage occasionnellement, et se tournent vers cette industrie pour subvenir à leurs besoins de façon temporaire, avant le mariage, entre les mariages, pendant les périodes de pauvreté, et au cours du veuvage. Certaines femmes célibataires continuent à exercer de façon plus permanente, mais cela reste rare. Les archives médiévale montrent quelques rares exemples de brasseuses établies sans aucune mention de mari (ce qui implique un statut de célibat), par exemple Emma Kempstere de Brigstock, Maud London d'Oxford, et Margery de Brundall de Norwich qui ont vécu et brassé dans les XIVe et XVe siècles.
Selon les registres fiscaux des brasseuses célibataires, les profits et les statuts légaux tels qu'enregistrés dans les guildes médiévales et les registres de collecte d'impôt, les brasseuses vivaient de façon plus indépendante et jouissaient d'un niveau de vie plus élevé que d'autres femmes non mariées. Comparées aux femmes brasseuses mariées, les brasseuses célibataires brassaient moins souvent et de façon mois régulière au cours du temps. Elles gagnent également moins qu'une femme opérant dans un contexte de mariage ou en relation professionnelle avec son mari.
Jusqu'au milieu du XIVe siècle, la bière est principalement produite dans la maison, et est vendue et consommée dans la maison la taverne locale. Les brasseuses célibataires brassent et vendent leur production depuis leur domicile car elles n'ont pas le statut juridique leur permettant d'avoir leur propre brasserie. Elles ont également rarement les moyens de payer pour des apprenties brasseuses ou des servantes et sont moins susceptibles d'avoir de grandes familles pour les aider avec le travail de brassage. Ces facteurs ont limité la rentabilité des brasseuses célibataires par rapport à d'autres, et fait de leur participation à cette industrie une pratique moins régulière et occasionnelle.
Entre le XVe et XVIe siècles, après la période de la peste et la commercialisation de l'industrie de brassage de la bière, les brasseuses célibataires disparaissent lentement du commerce. Leur statut occasionnel de brasseuses, le manque d'accès à des capitaux, l'absence d'un emplacement centralisé pour la vente de leur production amène leur marginalisation progressive au cours du XVIe siècle. À partir de ce moment, les femmes célibataires voulant exercer dans ce métier deviennent tavernières, ou sont des travailleuses salariées dans une brasserie appartenant à un brasseur masculin
Une petite minorité de femmes célibataires sont restées brasseuses de droit durant cette période. Par exemple, il existe des preuves que certaines femmes étaient membres de la Guilde des brasseurs de Londres de droit au XVe siècle ; la plupart étaient des veuves poursuivant le commerce de leur défunt mari, mais certaines n'avaient pas de proches masculin et ont probablement été des femmes célibataires.

### Les femmes mariées
Les brasseuses mariées exercent en général en tandem avec leurs maris, et ont un statut relativement similaire à celui de leur mari dans les affaires et la production. Comme de nombreux métiers médiévaux, et tout particulièrement la brasserie, ont été organisés autour du foyer, les brasseuses mariées peuvent brasser et vendre de la bière pour en tirer des profits. En conséquence, les brasseuses mariées ont probablement un plus large accès au capital et à l'aide d'employés par l'entremise des affaires économiques de leur époux, en termes d'entreprise, de terres ou d'héritage. Cela leur permet de soutenir, de développer et stabiliser leur commerce. En raison de cette stabilité et de l'accès aux ressources, les brasseuses mariées ont "récolté des bénéfices considérables du marché de la bière" gagnant plus que les brasseuses célibataires et plus que beaucoup d'autres femmes mariées dans d'autres métiers.
Avant le XVIe siècle, les femmes et leurs époux divisent les tâches quotidiennes des opérations de brassage de manière relativement équilibrée, avec les femmes travaillant de manière indépendante plutôt que subordonnées à leurs maris. La division du travail dans l'industrie du brassage des couples est généralement divisée entre les rôles publics et les rôles de gestion. Le mari occupe presque exclusivement les responsabilités publiques, y compris au sein de la guilde et en servant de représentant légal de l'établissement familial. Les épouses ont généralement des compétences sur les responsabilités du ménage familial, ce qui inclut le brassage, la gestion des ouvriers et ouvrières, et, si la production est effectuée dans une taverne, la direction de la taverne elle-même. Comme en témoignent les dossiers d'alewives médiévales de la guilde des paiements, les femmes ont souvent payé aux guildes des impôts conséquents qui ont été répertoriés, indépendamment de ceux de leurs maris. Cela indique que les femmes sont reconnues en tant que partenaires égales à leurs maris pour le partage même de la rentabilité.
À la suite des changements de l'industrie dans le sillage de la Peste noire, les femmes mariées sont restées des actrices du nouveau commerce de la bière alors même que les femmes célibataires en ont disparu. Le brassage commercialisé demande plus de ressources et d'investissement des ménages qu'avant, ce dont disposent les femmes mariées à travers leurs époux. Comme la commercialisation et la hausse de la rentabilité amènent un nombre croissant d'hommes dans ce commerce, la place des femmes dans le brassage est renforcée, bien que leur travail dans le commerce change. Avec le départ de la plupart des femmes célibataires du commerce de la bière, le brassage indépendant par des femmes est devenu de moins en moins accepté socialement. Les femmes brasseuses mariées après le XIVe siècle sont devenues de moins en moins indépendantes de leur mari, mais restent dans le commerce soit comme gestionnaires de manière non officielle, soit comme ouvrières ou tavernières dans les brasseries de leurs époux.

## Perceptions sociales et culturelles des alewives
Les brasseuses deviennent des boucs émissaires pour les vices que le monde médiéval associe à l'alcool. En 1540, la ville de Chester ordonne qu'aucune femme entre 14 et de 40 ne soit autorisée à vendre de la bière, dans l'espoir de limiter le commerce seulement à des femmes au-dessus ou au-dessous de l'âge de où elles sont considérées sexuellement désirable. Les brasseuses de bière sont accusées d'être rebelles envers leurs maris, sexuellement déviantes, mais aussi de pratiquer la tricherie envers leurs clients en édulcorant la bière avec de l'eau et en pratiquant des prix élevés. Bien qu'un registre des infractions criminelles de 1324 concernant les brasseurs et brasseuses et les taverniers et tavernières à Oxford retrace le fait que les délits commis par les femmes et les hommes soient relativement similaires, la plupart des représentations ne sont négatives que pour les femmes brasseuses.
Dans la culture populaire de la période, l'alewive et la brasseuse sont des figures de représentation sociale comique et décriée. Elles sont dépeintes dans les Dooms paintings ou les peintures murales d'églises comme des personnes appartenant à l'enfer. Des poèmes comme celui de John Skelton The Tunning of Elynour Rummyng (en), Tale of Beryn (en) et Mother Bunch of Pasquil's Jests les dépeignent comme des figures répulsives, pratiquant la promiscuité sexuelle, ou employant des prostituées. Les brasseuses sont souvent associées à un comportement de pécheresses. Eynour Rummyng dépeint la parodie d'une messe alors que les hommes sont attirés loin de l'église. Le personnage de Kit dans The Tale of Beryn séduit un homme tout en flirtant avec un autre, dans le but de vendre de la bière. On dit de la célèbre bière de Mother Bunch qu'elle est faite à partir de son nez. Qu'il soit comique ou tourné contre elles, le langage employé dans ces contes est destiné à un large public, faisant de la critique des brasseuses un thème social et populaire.